# Sundance Kid
Sundance Kid, pseudonimo di Harry Alonzo Longabaugh, a volte chiamato Longbaugh (Mont Clare, 1867 – San Vicente, 7 novembre 1908), è stato un criminale statunitense.
Fu un pistolero fuorilegge, membro della Wild Bunch, una banda di rapinatori capeggiata da Butch Cassidy, nel Far West statunitense. È da molti considerato l'ultimo grande pistolero del vecchio West.

## Biografia
Nel 1887 Harry Longabaugh subisce una condanna a 18 mesi per furto di cavalli, scontata nella prigione di Sundance, da cui il soprannome che lo accompagnerà sempre. Incontra Butch Cassidy forse dopo il rilascio di questi dalla prigione, attorno al 1896. Assieme Longabaugh e Cassidy formarono una banda di rapinatori che sarebbe divenuta nota come il mucchio selvaggio e che portò avanti la più lunga serie di rapine a banche e a treni della storia americana.
Benché, secondo le testimonianze, fosse veloce con la pistola, non si ha notizia di alcuna uccisione da lui commessa prima di una tarda sparatoria in Bolivia, dove lui e Cassidy furono ritenuti morti per suicidio. La gang era molto conosciuta per non aver mai commesso atti di violenza durante le loro rapine, preferendo tecniche quali l'intimidazione e le negoziazioni. Nonostante ciò, se catturati, sarebbero stati condannati all'impiccagione in quanto su di loro pendeva un mandato di cattura vivi o morti, oltre che una taglia di 30.000 dollari.
Cominciarono presto a nascondersi in un luogo chiamato Hole In The Wall ("buco nel muro"), nei pressi di Baggs, nel Wyoming. Da lì la banda poteva colpire e ritirarsi con poco rischio di cattura, essendo il nascondiglio situato nei pressi della vetta di una montagna, dalla quale era possibile controllare l'intero territorio circostante. I detective di Pinkerton, comunque, diedero la caccia alla banda per un paio d'anni, arrivando molto vicino a catturarli.
Longabaugh e Cassidy, evidentemente desiderosi di far calmare le acque e in cerca di nuovi posti da rapinare, lasciarono gli Stati Uniti il 20 febbraio 1901. Longabaugh salpò assieme alla moglie Etta Place e al compagno Butch Cassidy a bordo della nave inglese Herminuis, diretta a Buenos Aires, in Argentina.
Generalmente si è concordi nel ritenere che Sundance e Butch siano stati uccisi da alcuni soldati in Bolivia, nel novembre 1908, a seguito della rapina delle paghe di una compagnia mineraria locale. Secondo le testimonianze, i due rimasero coinvolti in un lungo scontro a fuoco con dei soldati che li circondarono all'interno di un edificio a San Vicente, dove alla fine i due morirono suicidi o, più probabilmente, uccisi. Tuttavia alcune prove hanno suggerito l'ipotesi che i due siano riusciti a tornare negli Stati Uniti e che Sundance sia morto successivamente, attorno al 1936. La questione rimane dibattuta ancora oggi.

## Alter ego
- The Sundance Kid
- Frank Smith
- H.A. Brown
- Harry A. Place (dal nome di sua madre, Annie Place)
- Harry Long

## Influenza culturale
- Ha ispirato il nome del Sundance Film Festival, creato da Robert Redford, che lo aveva interpretato nel film del 1969 Butch Cassidy and the Sundance Kid.
- Il suo personaggio appare anche nel film del 2011 Blackthorn - La vera storia di Butch Cassidy.
- A Fort Worth, Texas, una piazza porta il suo nome (Sundance Square).